# Bonjo
 (septembre 2016).
Si vous disposez d'ouvrages ou d'articles de référence ou si vous connaissez des sites web de qualité traitant du thème abordé ici, merci de compléter l'article en donnant les références utiles à sa vérifiabilité et en les liant à la section « Notes et références ».
Bonjo - appelé aussi Bonjo Wouri Bwelé - est un village du Cameroun situé sur la rive gauche du fleuve Wouri, dans la commune de Yabassi (département du Nkam).

## Étymologie
Le nom Bonjo fut donné par les ancêtres de l'île avant les années 1400. 

## Géographie
Bonjo se trouve sur une île du Cameroun appelée île Wouri située sur le fleuve Wouri qui prend sa source dans le Haut-Nkam et dont le canton s'appelle Wouri Bwélé. Il se trouve à 45 min de Douala, à 20 min en bateau de Yabassi, dans la région du Littoral.

## Démographie
| 1967 | 2005 | 2015 |
| ---- | ---- | ---- |
| 100  | 160  | 110  |

## Structure administrative
Le village Bonjo est une chefferie traditionnelle constitué de sept grandes familles qui font partie du peuple Ewodi.
Les cinq premières grandes familles constituent le noyau central du village : 
- Bonajonguise est la famille de laquelle provient le chef du village Bonjo depuis son origine.
- Bonasola est la famille de laquelle provient le roi du canton Wouri Bwélé depuis son origine.
- Bonadindé
- Bonasiki
- Bonabou

Les deux autres grandes familles sont :
- Bonamassao
- Bonabwaka

L'ewodi est également une langue locale du peuple éponyme qui existe depuis les temps très anciens et avant la création de l'état du Cameroun.

## Économie
L'économie n'est pas développée.
Les populations qui y vivent pratiquent la pêche qui reste l'activité principale, un peu d'élevage de poulets et l'agriculture familiale. Toutefois, la principale source de revenus, pour les autochtones, demeure leurs terres et leurs espaces.
Le village dispose d'une zone économique appelée Bonjoland qui est une institution économique pour un développement durable et solidaire dont le siège est basé dans le village Bonjo. Bondjoland a pour mission de réfléchir et agir à la situation sociale, politique et économique dans chaque ville du Cameroun et dans le monde, de promouvoir au service des hommes, les idéaux et les valeurs de développement durable et solidaire pour une économie juste. L'objectif premier de cette institution est de faciliter le développement durable au Cameroun et à l'étranger à partir de l'île Wouri à Bonjo.

## Infrastructures

### Transport
Les moyens pour se rendre sur l'île sont le bateau, la pirogue ou la voiture. L'aérodrome le plus proche se trouve à Douala, province du littoral à 1 h 30 environ.

### Santé
Le village ne dispose pas d'hôpital, ni de laboratoire médical.

## Écosystème
La réserve de biosphère de l'île est un parc naturel de plus de 30 000 hectares qui borde le fleuve avec 95 % de sa surface restée vierge. Il y a également de vastes zones forestières du nord au sud de Bonjo.

## Diocèse
- Une Église évangélique

## Personnalités de Bonjo
- Edimo Edjenguele, le Roi du canton Wouri-bwélé.
- Monsieur Ekobe Dina Victor, le chef du village Bonjo, grand notable du canton Wouri-bwélé et chef de la grande famille Bonajoguise.